# 凱利克島
凱利克島（英語：Kellick Island），是南極洲的島嶼，位於南設得蘭群島的喬治王島北岸，長1公里，處於朗德角東北面2公里，由英國南極名稱諮詢委員會命名，現時由南極條約體系管理。